# Giovanni Salemi-Pace
Giovanni Salemi-Pace (Montemaggiore Belsito, 7 ottobre 1842 – Palermo, 5 febbraio 1930) è stato un architetto e ingegnere italiano, fondatore, con Michele Capitò, Giuseppe Damiani Almeyda, Carlo Giovanni Pintacuda e altri, del Circolo Matematico di Palermo, su idea di Giovanni Battista Guccia.

## Biografia
Già laureatosi a Palermo in architettura (il 12 giugno 1866), viene inviato presso l'Istituto tecnico superiore di Milano per il triennio 1867-1869. Nel 1872 è professore incaricato dell'insegnamento della Topografia e del Disegno Topografico, libero insegnante di Idraulica e Costruzioni fluviali nella Scuola d'Applicazione per gl'Ingegneri della Regia Università di Palermo. Si laurea a Milano in ingegneria nel 1886.
Nel 1890 organizza la Galleria del Lavoro per l'Esposizione Nazionale di Palermo (1891-1892). Nel 1892 gli viene affidata la commemorazione per la morte di Giovan Battista Filippo Basile.
Nel periodo 1897-1900 e nel 1905-06 è presidente del Collegio degli Ingegneri ed Architetti di Palermo; dal 1903 è ordinario di Meccanica nella Regia Università di Palermo. Nel 1909 è direttore della Scuola di Applicazione di Palermo, carica che riveste anche nel 1919; nel 1921 fa parte del Consiglio direttivo della Scuola di Applicazione di Palermo insieme con Ernesto Basile e Carlo Folco.

## Opere
- Monumenti arabo-normanni nei dintorni di Palermo, in «Nuovi Annali di Costruzioni Arti ed Industrie», 1872, pp. 1–3.
- Solunto ossia le rovine di un'antica città sul monte Catalfano, Stabilimento Operai Tipografi, 1872 (Estratto da «Nuovi Annali di Costruzioni Arti ed Industrie», 1872, pp. 9–14).
- Sull'equilibrio delle volte simmetriche simmetricamente sopraccaricate: teoremi, Stabilimento Tipografico Lao, 1879 (26 pagine).
- Sulla determinazione degli sforzi molecolari ammissibili nelle costruzioni metalliche in base alle esperienze di Wöhler, in «Atti del Collegio degli Ingegneri e Architetti di Palermo», 1880.
- Disegno e Proposte Per Condurre a Palermo Le Acque Di Favara E Di Ciaculli, 1886 (riedito da Kessinger Publishing, 2010 - 36 pagine).
- Relazioni sui metodi da presciergliersi per la formazione del catasto geometrico particellare del regno, in «Atti del Collegio degli Ingegneri e Architetti di Palermo», 1886, pp. 25–30.
- I marmi della Sicilia illustrati, in «Atti del Collegio degli Ingegneri e Architetti di Palermo», 1886, supplemento.
- G. B. Filippo Basile, in A G. B. F. Basile. Gli Allievi, Palermo 1892, pp. 5–10.
- Di taluni saggi sulla resistenza delle pietre alla compressione, in «Atti del Collegio degli Ingegneri e Architetti di Palermo», 1894, pp. 1–13.
- Sul piano di rottura di un terrapieno, in «Atti del Collegio degli Ingegneri e Architetti di Palermo», 1896, pp. 149–183.
- Esperienze per materiali da costruzione, in «Atti del Collegio degli Ingegneri e Architetti di Palermo», 1898, pp. 87–93.
- Prove alla compressione e alla trazione di malte diverse, in «Atti del Collegio degli Ingegneri e Architetti di Palermo», 1905.